# Open 13 Provence 2024
Open 13 Provence 2024 a fost un turneu de tenis masculin jucat pe terenuri cu suprafață dură acoperite. A foat cea de-a 32-a ediție a evenimentului și face parte din seria ATP 250 din Circuitul ATP 2024. A avut loc la Palais des Sports de Marseille din Marseille, Franța, în perioada 5–11 februarie 2024.

## Campioni

### Simplu
Pentru mai multe informații consultați Open 13 Provence 2024 – Simplu

### Dublu
Pentru mai multe informații consultați Open 13 Provence 2024 – Dublu

## Puncte și premii în bani

### Distribuția punctelor
| Probă  | C   | F   | SF  | QF | R16 | R32 | Q   | Q2  | Q1  |
| Simplu | 250 | 165 | 100 | 50 | 25  | 0   | 12  | 7   | 0   |
| Dublu  | 250 | 150 | 90  | 45 | N/A | 0   | N/A | N/A | N/A |

### Premii în bani
| Probă  | C         | F        | SF       | QF       | R16      | R28     | Q2      | Q1      |
| Simplu | 110.115 € | 64.240 € | 37.765 € | 21.885 € | 12.705 € | 7.765 € | 3.885 € | 2.120 € |
| Dublu* | 38.260 €  | 20.470 € | 12.000 € | 6.710 €  | 3.950 €  | N/A     | N/A     | N/A     |

*per echipă